# The Black Sheep (film 1912 Phillips)
The Black Sheep è un cortometraggio muto del 1912 diretto da Edwin R. Phillips. Il regista interpreta il ruolo principale del film che è conosciuto anche con il titolo alternativo Honor Thy Father.

## Trama
Pur se, con la sua condotta negligente, è stato lui una delle cause della morte della moglie, rimasto vedovo Jack Moreland non cambia alcuno dei suoi comportamenti dissoluti, né si prende cura della figlia Clara, che viene affidata allo zio Harold. Cresciuta senza avere mai conosciuto il padre, Clara diventa una giovane donna piena di buone qualità. Quando però Moreland riappare, ormai un rottame umano, sconvolge la vita di Clara che, a causa sua, viene perfino abbandonata da Percival Summers, il fidanzato. Edward, il fratello di Percival, da sempre innamorato di Clara, si fa avanti e la spinge a riprendere i contatti con il padre. Per quest'ultimo, dopo una vita dissipata, è giunto il momento di redimersi: aspirando all'amore della figlia di cui ora ha bisogno, l'uomo abbandona il vecchio stile di vita, egoista ed esclusivamente dedito al piacere, per diventare un bravo cittadino e un genitore affidabile.

## Produzione
Il film fu prodotto dalla Vitagraph Company of America.

## Distribuzione
Distribuito dalla General Film Company, il film - un cortometraggio in una bobina - uscì nelle sale cinematografiche statunitensi il 19 luglio 1912.